# مارسيلو فالفيردي
مارسيلو فالفيردي (بالبرتغالية: Marcelo Valverde‏) هو لاعب كرة قدم برازيلي، ولد في 21 نوفمبر 1989 في ريو دي جانيرو في البرازيل. لعب مع نادي غاما ونادي فلامنغو وناسيونال ماديرا.

## وصلات خارجية
- مارسيلو فالفيردي على موقع قاعدة بيانات كرة القدم.إي يو (الإنجليزية)
- مارسيلو فالفيردي على موقع Soccerway.com (الإنجليزية)
- مارسيلو فالفيردي على موقع AS.com (الإسبانية)